# Slavenska cesta
Slavenska cesta (lat. Via Sclava, Via Sclavonica, Via Sclabonica, Callis Sclabonica), povijesni naziv za mnoštvo puteva i cestâ, a prvi put spomenutih u listini iz 1030. godine. Poslije se pod prije spomenutim nazivima spominju do 1258., kada se naziva i Callis de Pisino.
Ante Šonje se bavio mogućim pravcima cesta koje su iz Poreča vodile u Pazin. Prema njemu naseljenih Slavena je ondje bilo već u ranome srednjem vijeku. Prema Stjepanu Antoljaku, Avaroslaveni prodirali su na istarski poluotok a cesta im je bila smjerokaz. Uzevši u obzir da srednjovjekovna vrela tim imenom nazivaju putne pravce u gdje su Hrvati bili naseljeni, razmatra se da je i na Puljštini postojala Slavenska cesta. Ta mogućnost nije posve sigurna, zato što nema tako bogatih vrela koja bi potvrdila tezu, a i nema sličnih topografskih studija. Pietro Kandler dovodi ju u pitanje.
Ima znakova da se jedan od smjerova puljske Slavenske ceste doticao Pićna. Na tom je području negdje se spajala sa srednjovjekovnom cestom koja je iz Poreča preko Pazina dolazila u to mjesto, odakle je prelazila (ili obilazila) Učku. 
Mnogi drugi autori pisali su o Slavenskoj cesti u Istri (Pietro Kandler, Carlo De Franceschi, Luigi Morteani, Bernardo Benussi, Luka Kirac, Petar Skok i dr.).